# Paralephana sarcochroa
Paralephana sarcochroa là một loài bướm đêm trong họ Noctuidae.